# Dehény Lajos
Dehény Lajos (Földeák, 1906. február 15. – Makó, 1952. március 2.) magyar festőművész, tanár. Testvére, Dehény Kálmán kultúrház-igazgató volt.

## Életpályája
Szülei: Dehény Lajos (1879-1942) Ratkay Anna voltak. Tanítócsaládból származott. Általános iskolai tanulmányait Földeákon, középiskoláit Makón és Szegeden végezte. Érettségi után asztalos lett, majd felvételizett a Képzőművészeti Főiskola tanfolyamára. Tanára Györgyi Dénes (1886–1961) volt. Három év elteltével felvették a főiskola tanár- és művészképző szakára. 1928-ban diplomázott. 1929–1930 között Makón tanított rajzot és kézimunkát. 1939-ben került Makóról Hódmezővásárhelyre. 1941-ben rendezte első nagy kiállítását. 1943-ban részt vett az Országos Képzőművészeti Társulat tavaszi tárlatán. 1943-ban tartalék zászlós lett a lovasságnál. 1948-ban kórházba került. 1948. augusztus 31-én Makóra helyeztette magát.
Sírja a makói római katolikus temetőben található.

## Magánélete
Hódmezővásárhelyen házasságot kötött Nyilassy/Nyilasi Ilonával (1919-2002).

## Művei
- Anka orgonával
- Mezőkopáncsi templom
- Kapucnis portré
- Tanya
- Lábát mosó nő
- Cigánygyerek hegedűvel